# El Progreso, Abasolo
El Progreso är en ort i Mexiko.   Den ligger i kommunen Abasolo och delstaten Guanajuato, i den centrala delen av landet, 290 km nordväst om huvudstaden Mexico City. El Progreso ligger 1 696 meter över havet och antalet invånare är 106.
Terrängen runt El Progreso är platt åt sydväst, men åt nordost är den kuperad. Runt El Progreso är det ganska tätbefolkat, med 108 invånare per kvadratkilometer. Närmaste större samhälle är Abasolo, 19,8 km söder om El Progreso. Trakten runt El Progreso består till största delen av jordbruksmark.